# Andrews (Oregon)
Andrews (korábban Wildhorse vagy Wild Horse, a lakosok elnevezésével Wild Hog) az Amerikai Egyesült Államok északnyugati részén, Oregon állam Harney megyéjében elhelyezkedő kísértetváros.

## Története
A település névadója Peter Andrews telepes; a posta 1890-től az ő lakóházában működött, de 1900-ban elköltöztették. A településnek fénykorában 150 lakosa volt; az utolsó fennmaradt lakóház 1996-ban leégett.
2011-ben John Simpkins művész az egykori iskolába költözött; 2020-ban a tulajdonos felszólítására el kellett hagynia az épületet.

## Éghajlat
A település éghajlata sztyepp (a Köppen-skála szerint BSk).

## Fordítás
- Ez a szócikk részben vagy egészben  az   Andrews, Oregon című angol Wikipédia-szócikk ezen változatának fordításán alapul.  Az eredeti cikk szerkesztőit annak laptörténete sorolja fel. Ez a jelzés csupán a megfogalmazás eredetét és a szerzői jogokat jelzi, nem szolgál a cikkben szereplő információk forrásmegjelöléseként.